# Penda
Penda, död 655, var kung av riket Mercia i nuvarande Midlands i England mellan 628 och 655.
Han ärvde tronen från sin far kung Pybba och anses ha varit den siste hedniske kungen i England. Han tillät emellertid kristna missionärer att verka i sitt rike. År 655 besegrades kung Penda av kungen av Northumbria, Oswiu, i slaget vid Winwaed.